# César Bobis
César Bobis Zapico (León, 1943-Madrid, 8 de junio de 1996), fue un pintor y diseñador gráfico español.

## Biografía y obra
De familia berciana, leonés de nacimiento, Bobis apuntó su vocación pictórica ya en temprana edad, entrando con trece años en el estudio del pintor Modesto Llamas Gil y Petra Hernández. Licenciado en la Universidad Complutense de Madrid, y doctorado en Filología Románica por la de Salamanca, fue en el Ateneo de esa ciudad donde hizo su primera exposición, a la que siguieron otras en Madrid, Milán y Nueva York. Aunque continuó participando en algunas muestras colectivas, a los treinta años, desengañado por el ambiente de los circuitos de arte en los últimos años del franquismo, concentra su actividad en la enseñanza, y el diseño gráfico, ámbito en el que destacó por su trabajo para Ciencia Nueva o Alianza, además de ilustrar libros para Akal y Ayuso. Asimismo, colaboró en revistas como Minerva, del Círculo de Bellas Artes de Madrid, Ábaco, El Viejo Topo, Ciudadano, entre otras. También debe anotarse su tarea durante treinta años como portadista e ilustrador del boletín mensual de Información Comercial Española.
También dejó muestra de su trabajo como cartelista teatral y portadista de discos, materia en la que fue premiado en la Bienal de diseño discográfico de Róterdam en 1979, por su diseño total del álbum desplegable del primer LP de La Romántica Banda Local, una recreación imaginativa de la madrileña calle de la Palma.
Una síntesis de su obra entre 1980-1998 se presentó, a título póstumo, en el Círculo de Bellas Artes madrileño en 2001, reuniendo materiales de pintura, acuarela, dibujo, collage y cerámica, muchos de ellos como suma de sus temas predilectos: la figura humana, las naturalezas muertas y el paisaje urbano. En 2006, su viuda, Francisca Aranzuelo, donó al Museo de Salamanca tres pinturas: "Zurbarán: Mariposa en cenizas desatada" (1986), "Navajas como lilios" (1992) y "Ares" (1994), que se presentaron al público en septiembre de 2007, con otra retrospectiva en esa misma institución en 2020.